# Снітин
Сні́тин — село в Україні, в Лубенській громаді Лубенського району Полтавської області. Населення становило 940 осіб за даними перепису 2001 року. Чисельність зареєстрованого населення станом на 1 листопада 2023 року становило 681 особа. Колишній орган місцевого самоврядування — Снітинська сільська рада.

## Географія
Село Снітин знаходиться на берегах річки Сула, вище за течією на відстані 4 км розташоване село Снітине, нижче за течією на відстані 3 км розташоване село Литвяки. Річка в цьому місці звивиста, утворює лимани, стариці та заболочені місцевості.

## Історичні дані
Снітин відомий з 988 року як літописне місто Кснятин, одне з укріплень Посульської оборонної лінії. У 1106 р. в районі Снітина руські князі розбили половецького хана Боняка, 1240 року зруйнований ордами Батия.
Згодом значиться серед володінь Вишнивецького. Універсалом гетьмана Мазепи від 12.01.1689 р. Снітин віддано охочекомонному полковникові Іллі Новицькому. За генеральним слідством про маєтності 1729—1730 рр. Снітин входив до Лубенської сотні Лубенського полку. Володіли ним Іван та Яків Новицькі. З 1796 р. у складі Малоросійської, 1802 р. Полтавської губернії.
У 1904—1905 рр. відбулись селянські заворушення. 17.09.1943 р. час німецько-фашисткої окупації.
12 червня 2020 року, відповідно до розпорядження Кабінету Міністрів України № 721-р «Про визначення адміністративних центрів та затвердження територій територіальних громад Полтавської області», село увійшло до складу Лубенської міської громади.
19 липня 2020 року, в результаті адміністративно - територіальної реформи та ліквідації Лубенського району(1923-2020), село увійшло до складу новоутвореного Лубенського району.

## Економіка
- Молочно-товарна ферма.
- «Кснятин», ТОВ.

## Об'єкти соціальної сфери
- Школа.
- Будинок культури.

## Населення
Згідно з переписом УРСР 1989 року чисельність наявного населення села становила 1101 особа, з яких 449 чоловіків та 652 жінки.
За переписом населення України 2001 року в селі мешкала 931 особа.

### Мова
Розподіл населення за рідною мовою за даними перепису 2001 року:
| Мова       | Відсоток |
| ---------- | -------- |
| українська | 97,77 %  |
| російська  | 1,49 %   |
| молдовська | 0,64 %   |
| вірменська | 0,11 %   |

## Відомі люди
- Гетьман Вадим Петрович (1935—1998) — український економіст і фінансист, політичний діяч, другий глава Національного банку України, Герой України.
- Максимейко Олексій Іванович — учасник Другої світової війни, поет, член НСПУ.

## Архітектура
Воскресенська церква, 1805 рік. Пам'ятка культурної спадщини, зразок архітектури перехідного етапу від бароко до класицизму.
|             |                  |
| Вхід з боку | Вівтарна частина |